# Frank Machiels
Frank Machiels, né le 16 juin 1970 à Balen, est un joueur puis entraîneur de football belge qui évoluait comme défenseur central. Il a disputé toute sa carrière en Belgique, remportant une fois la Coupe de Belgique avec le KVC Westerlo.

## Carrière

### Ascension avec Lommel
Frank Machiels débute en équipe première du KFC Lommelse SK le 23 novembre 1991 lorsqu'il monte au jeu dans les dernières minutes d'un match à domicile contre le KTH Diest. Il joue encore sept autres matches avant la fin de saison, dont quatre comme titulaire, et remporte le titre de champion de Division 2, synonyme de première montée en première division pour le club. Blessé durant la préparation, il n'effectue ses débuts parmi l'élite que le 9 janvier 1993, en déplacement au Sporting Anderlecht. Durant encore un an, il est le plus souvent réserviste, ne jouant pas beaucoup de rencontres. Son statut change à partir du mois de février 1994, il commence à enchaîner les titularisations et s'impose dans le onze de base de l'équipe. Il inscrit son premier but professionnel le 30 avril contre La Gantoise.
Au fil des saisons, il devient un des piliers de l'équipe qui progresse d'année en année et parvient à se qualifier pour la Coupe Intertoto 1997, première compétition européenne de son histoire, grâce à une cinquième place au classement final du championnat, à seulement un point d'Anderlecht, qualifié pour la Coupe UEFA. La saison suivante, les résultats sont moins bons en championnat mais le club remporte la Coupe de la Ligue, relancée pour trois ans. Frank Machiels dispute les 25 dernières minutes de la rencontre et décroche ainsi le premier trophée de sa carrière au plus haut niveau. Cette victoire marque la fin de son aventure à Lommel, le joueur décidant ensuite de rejoindre le KVC Westerlo.

### Confirmation à Westerlo
Frank Machiels s'impose rapidement dans sa nouvelle équipe. Avec l'arrivée de Jan Ceulemans au poste d'entraîneur un an plus tard, le club entame une « période dorée » et remporte la Coupe de Belgique 2001, s'imposant 1-0 contre Lommel en finale. Pour le joueur, titulaire pour cette rencontre décisive, c'est le trophée le plus important de sa carrière. Grâce à cette victoire, il dispute le tour préliminaire de la Coupe UEFA la saison suivante, où le club est éliminé par les allemands du Hertha Berlin. Il est nommé capitaine de l'équipe et conserve la confiance de son entraîneur mais lorsque son contrat arrive à échéance en 2003, la direction lui signifie qu'il ne sera pas prolongé et il est écarté de l'équipe première.

### Fin de carrière en D3 et en D2
À 33 ans, Frank Machiels quitte l'élite et rejoint le K Bocholter VV, en Division 3. Après une saison, il part à Overpelt-Lommel, nouveau nom d'Overpelt Fabriek après son déménagement au stade de communal de Lommel, libre après la faillite du KFC Lommelse SK en avril 2003. Avec sa nouvelle équipe, il remporte le titre dans sa série et remonte en deuxième division. À peine monté, il joue les premiers rôles et lutte pour le titre avec le RAEC Mons jusqu'à la dernière journée. Finalement, le club termine deuxième et participe au tour final pour la montée en première division, sans parvenir à le remporter. Sa fin de saison est ternie par un coup porté à l'arbitre de la rencontre contre le Vigor Hamme, Stéphane Breda, qui lui vaut une carte rouge et une suspension de trois ans, ramenée à un an en appel. À désormais 36 ans, Frank Machiels décide néanmoins de prendre sa retraite sportive et range ses crampons.

### Reconversion comme entraîneur
Frank Machiels se reconvertit alors comme entraîneur et est nommé à Mol-Wezel en février 2010 pour tenter de maintenir le club en Division 3. En fin de saison, le club retire son équipe première et il part alors diriger son ancien club, le K Bocholter VV. En avril 2013, il annonce qu'il quittera le club en fin de saison pour prendre la direction du KFC Dessel Sport en Division 2. L'aventure tourne court et il démissionne après sept rencontres, la dernière ponctuée par une défaite 1-4 contre Visé.

## Palmarès
- Vainqueur de la Coupe de Belgique en 2001 avec le KVC Westerlo.
- Vainqueur de la Coupe de la Ligue belge en 1998 avec le KFC Lommelse SK.
- Champion de Belgique de Division 2 en 1992 avec le KFC Lommelse SK.
- Champion de Belgique de Division 3 en 2005 avec Overpelt-Lommel.

## Statistiques
| Saison                | Club                  | Championnat           | Championnat | Championnat | Coupe nationale | Coupe nationale | Coupe de la Ligue | Coupe de la Ligue | Compétition(s) continentale(s) | Compétition(s) continentale(s) | Compétition(s) continentale(s) | Total | Total |
| Saison                | Club                  | Division              | M.          | B.          | M.              | B.              | M.                | B.                | Comp.                          | M.                             | B.                             | M.    | B.    |
| 1991-1992             | KFC Lommelse SK       | Division 2            | 8           | 0           | 0               | 0               | 0                 | 0                 | -                              | 0                              | 0                              | 8     | 0     |
| 1992-1993             | KFC Lommelse SK       | Division 1            | 9           | 0           | 0               | 0               | 0                 | 0                 | -                              | 0                              | 0                              | 9     | 0     |
| 1993-1994             | KFC Lommelse SK       | Division 1            | 12          | 1           | 1               | 0               | 0                 | 0                 | -                              | 0                              | 0                              | 13    | 1     |
| 1994-1995             | KFC Lommelse SK       | Division 1            | 23          | 1           | 1               | 0               | 0                 | 0                 | -                              | 0                              | 0                              | 24    | 1     |
| 1995-1996             | KFC Lommelse SK       | Division 1            | 31          | 2           | 1               | 0               | 0                 | 0                 | -                              | 0                              | 0                              | 32    | 2     |
| 1996-1997             | KFC Lommelse SK       | Division 1            | 32          | 1           | 1               | 0               | 0                 | 0                 | -                              | 0                              | 0                              | 33    | 1     |
| 1997-1998             | KFC Lommelse SK       | Division 1            | 29          | 0           | 1               | 0               | 4                 | 0                 | C4                             | 3                              | 0                              | 37    | 0     |
| Sous-total            | Sous-total            | Sous-total            | 144         | 5           | 5               | 0               | 4                 | 0                 | -                              | 3                              | 0                              | 156   | 5     |
| 1998-1999             | KVC Westerlo          | Division 1            | 31          | 4           | 2               | 1               | 2                 | 0                 | -                              | 0                              | 0                              | 35    | 5     |
| 1999-2000             | KVC Westerlo          | Division 1            | 30          | 3           | 2               | 0               | 3                 | 0                 | -                              | 0                              | 0                              | 35    | 3     |
| 2000-2001             | KVC Westerlo          | Division 1            | 26          | 3           | 6               | 1               | 0                 | 0                 | -                              | 0                              | 0                              | 32    | 4     |
| 2001-2002             | KVC Westerlo          | Division 1            | 19          | 0           | 0               | 0               | 0                 | 0                 | C3                             | 2                              | 0                              | 21    | 0     |
| 2002-2003             | KVC Westerlo          | Division 1            | 20          | 0           | 2               | 1               | 0                 | 0                 | -                              | 0                              | 0                              | 22    | 1     |
| Sous-total            | Sous-total            | Sous-total            | 126         | 10          | 12              | 3               | 5                 | 0                 | -                              | 2                              | 0                              | 145   | 13    |
| 2003-2004             | K Bocholter VV        | Division 3            | 27          | 5           | 4               | 1               | 0                 | 0                 | -                              | 0                              | 0                              | 31    | 6     |
| Sous-total            | Sous-total            | Sous-total            | 27          | 5           | 4               | 1               | 0                 | 0                 | -                              | 0                              | 0                              | 31    | 6     |
| 2004-2005             | Overpelt-Lommel       | Division 3            | 30          | 1           | 3               | 0               | 0                 | 0                 | -                              | 0                              | 0                              | 33    | 1     |
| 2005-2006             | Overpelt-Lommel       | Division 2            | 36          | 4           | 2               | 0               | 0                 | 0                 | -                              | 0                              | 0                              | 38    | 4     |
| Sous-total            | Sous-total            | Sous-total            | 66          | 5           | 5               | 0               | 0                 | 0                 | -                              | 0                              | 0                              | 71    | 5     |
| Total sur la carrière | Total sur la carrière | Total sur la carrière | 363         | 25          | 26              | 4               | 9                 | 0                 | -                              | 5                              | 0                              | 403   | 29    |